# Покровка (Шипуновский район)
Покровка — упразднённый посёлок в Шипуновском районе Алтайского края. На момент упразднения входил в состав Российского сельсовета. Исключен из учётных данных в 1983 году.

## География
Располагался на правом берегу реки Алей в устье лога Алешенков, на расстоянии приблизительно 4,5 км (по-прямой) к востоку от села Шипуново.

## История
Основан в 1925 г. В 1928 году поселок Покровский состоял из 61 хозяйства. В административном отношении входил в состав Шипуновского сельсовета Шипуновского района Рубцовского округа Сибирского края.
Решением Алтайского КИКа от 11 ноября 1983 года № 381 населённый пункт, исключен из учётных данных.

## Население
По данным переписи 1926 года в поселке проживало 338 человек (182 мужчины и 156 женщин), основное население — русские